# Tlacopan
Tlacopan är en ort i Mexiko.   Den ligger i kommunen Tonatico och delstaten Mexiko, i den sydöstra delen av landet, 90 km sydväst om huvudstaden Mexico City. Tlacopan ligger 1 775 meter över havet och antalet invånare är 303.
Terrängen runt Tlacopan är kuperad. Runt Tlacopan är det ganska tätbefolkat, med 120 invånare per kvadratkilometer. Närmaste större samhälle är San Gaspar Tonatico, 2,3 km sydväst om Tlacopan. I omgivningarna runt Tlacopan växer huvudsakligen savannskog.